# Ida Rhodes

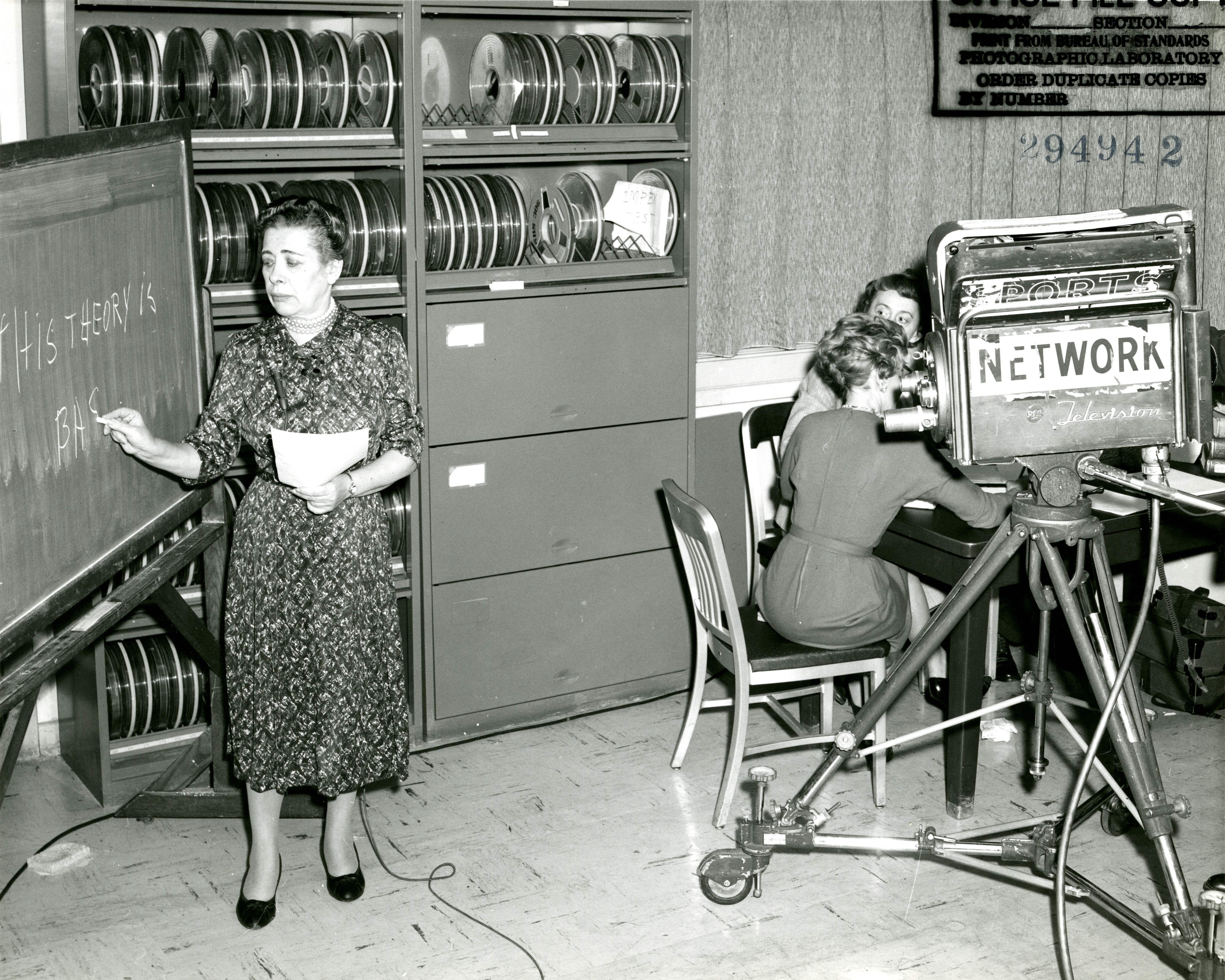
Filmagem de Ida Rhodes (à esquerda) na IBM. A matemática e especialista em computação do National Bureau of Standards (NBS) Ida Rhodes demonstra seu trabalho pioneiro na tradução de idiomas por computador. Rhodes foi um das primeiras a perceber a importância de analisar frases e separar as raízes das palavras de seus prefixos e sufixos como passos iniciais no processo de tradução por computador.

Ida Rhodes (nascida Hadassah Itzkowitz; 15 de maio de 1900 – 1 de fevereiro de 1986) foi uma matemática estadunidense que se tornou membro do grupo de mulheres influentes no centro do desenvolvimento inicial do computador nos Estados Unidos.

## Infância
Hadassah Itzkowitz nasceu em uma aldeia judaica entre Nemyriv e Tulchyn na Ucrânia. Tinha 13 anos de idade em 1913 quando seus pais, David e Bessie (nascida Sinkler) Itzkowitz, a levaram para os Estados Unidos. Seu nome foi alterado ao entrar no país para Ida Rhodes.

## Carreira
Rhodes recebeu o New York State Cash Scholarship e a Tuition Scholarship na Universidade Cornell e começou a estudar matemática na Universidade Cornell apenas seis anos depois de chegar nos Estados Unidos, de 1919 a 1923. Durante seu tempo na Universidade Cornell trabalhou como auxiliar de enfermagem no Ithaca City Hospital. Recebeu seu bacharelado em matemática em fevereiro de 1923 e um mestrado em setembro do mesmo ano.
Rhodes teve seu primeiro encontro com Albert Einstein em 1922 e o reencontrou em 1936 em Princeton, onde um grupo de matemáticos viajou para passar o fim de semana em seminários informais. Mais tarde estudou na Universidade Columbia em 1930-1931. Ocupou vários cargos envolvendo cálculos matemáticos antes de ingressar no Mathematical Tables Project em 1940, onde trabalhou com Gertrude Blanch, a quem mais tarde creditaria como sua mentora.
Ida Rhodes foi pioneira na análise de sistemas de programação de computadores, e com Betty Holberton projetou a linguagem de programação C-10 no início da década de 1950 para o UNIVAC I. Também projetou o computador original usado pela Social Security Administration. Em 1949 o Departamento de Comércio dos Estados Unidos concedeu a ela uma Medalha de Ouro por "liderança pioneira significativa e contribuições notáveis para o progresso científico da Nação no design funcional e na aplicação de equipamentos eletrônicos de computação digital".
Embora tenha se aposentado em 1964, Rhodes continuou a prestar consultoria para a Divisão de Matemática Aplicada do Instituto Nacional de Padrões e Tecnologia até 1971. Seu trabalho tornou-se muito mais conhecido após sua aposentadoria, quando ela aproveitou a ocasião para viajar ao redor do mundo, dando palestras e mantendo correspondência. Em 1976 o Departamento de Comércio a presenteou com mais um Certificado de Apreciação no 25º Aniversário do UNIVAC I, e então na Conferência de Computador de 1981 citou-a pela terceira vez como uma "pioneira do UNIVAC I". Ela morreu em 1986.
Em um caso incomum de um antigo algoritmo especializado ainda em uso, e ainda creditado ao desenvolvedor original, Rhodes foi responsável pelo algoritmo "Jewish Holiday" usado em programas de calendário até hoje. Enquanto estava no National Bureau of Standards (agora NIST), ela também fez um trabalho original em tradução automática de línguas naturais.